# Protagoras
Protagoras z Abdery (gr. Πρωταγόρας ὁ Ἀβδηρίτης Protagoras ho Abderites, ur. ok. 480 p.n.e., zm. ok. 410 p.n.e.) – grecki filozof, zaliczany do sofistów.
Niewiele wiadomo o Protagorasie. Najważniejszym źródłem mówiącym o tym filozofie, które dotrwało do naszych czasów, jest dialog Platona Protagoras.

## Życie
Protagoras urodził się w Abderze w Tracji. Uczył się razem z Demokrytem. Większość swojego dorosłego życia spędził najprawdopodobniej jako podróżujący po Grecji nauczyciel filozofii. Ok. 444 roku p.n.e. Perykles zaprosił go do wspólnego ustalania konstytucji jednej z nowo założonych kolonii Aten - prawdopodobnie Turioj, cieszył się więc sporym szacunkiem. Legenda mówiąca o tym, że za swój ateizm został skazany i/lub wygnany z Aten, jest najprawdopodobniej wymysłem późnostarożytnych autorów.

## Filozofia
W swoim dziele O bogach wypowiedział zdanie: O bogach nie mogę wiedzieć ani czy istnieją, ani czy nie istnieją, ani też jaka jest ich istota i jak się pojawiają. Wiele bowiem rzeczy stoi na przeszkodzie, aby można było coś o tym wiedzieć; niemożliwość odpowiedniego doświadczenia zmysłowego i krótkość życia człowieka. Charakterystyczna postawa Protagorasa, z której wynika przekonanie o niemożności poznania natury bogów, zyskała później nazwę agnostycyzmu. Sformułowanie „niemożliwość odpowiedniego doświadczenia zmysłowego” kieruje naszą uwagę na subiektywizm doznań ludzkich, któremu Protagoras poświęcił wiele uwagi.
Hasłem przewodnim Protagorasa było „uczyń słabszy argument silniejszym”. W przeciwieństwie do innych filozofów starożytnych, Protagoras nie popisywał się wiedzą encyklopedyczną. Interesował się sztuką, przemówieniami, aby zyskać sympatię ludu w polityce. Protagoras bardziej niż sprawami kosmosu, interesował się zgłębianiem natury człowieka.
Najtrwalej zapisanym w naszej tradycji zdaniem Protagorasa jest słynne: „Człowiek jest miarą wszechrzeczy”; Protagoras był zwolennikiem relatywizmu poznawczego: głosił, iż nasz ogląd rzeczywistości zależy od tego, kim jesteśmy. Przypisuje się mu również przekonanie, iż z relatywizmu poznawczego można korzystać w życiu publicznym, przekonując do rzeczy, które wydają się niegodne lub w które się po prostu nie wierzy - tłumacząc to właśnie względnością wszelkich racji. 
Drugą istotną sferę działalności tego filozofa była sztuka poprawnego wysławiania się - ortoepia. Protagoras, udzielając lekcji młodym Grekom, zwracał ponoć szczególną uwagę na poprawne stosowanie słów i skłaniał ich do bacznego przyglądania się kształtowi wypowiedzi. Przypisywano mu napisanie pierwszego podręcznika gramatyki (pierwsze podręczniki gramatyki powstały w rzeczywistości w starożytnych Indiach). 
Sofista jest bohaterem Platońskiego dialogu Protagoras, w którym m.in. opowiada słynny mit mówiący o rozwoju cywilizacji, a także przedstawia interpretację wersetów zaczerpniętych z Symonidesa (339b n.).

## Wpływ na filozofię i kulturę
Wpływ Protagorasa wyrażał się w dużym stopniu przez polemikę z jego relatywizmem, np. platońskie poszukiwanie elementu niezmiennego i obiektywnego - „idei”. Zamiłowanie do teorii języka zainteresowało Protagorasem wielkich pisarzy: Eurypidesa i Sofoklesa, a jego badania były kontynuowane przez następców. W szerszym kontekście na poglądy sofistów powoływali się w XIX wieku pozytywiści, a w XX - pragmatyści.